# Noturus baileyi
Noturus baileyi là một loài cá da trơn. Có ít thông tin về loài này, và các loài trong chi Noturus.

## Miêu tả
Loài này là một loài cá nhỏ trong họ Ictaluridae, có độ dài tối đa là 5 cm. Nó có màu nâu ở trên và trắng-vàng ở dưới. Nó có bốn xương khớp ở phía sau loài này.

## Phân bố
Loài này đặc hữu ở Vườn quốc gia Dãy núi Great Smoky, Tennessee. Vào năm 1957, nhà máy thủy điện Chilhowee được đóng cửa và môt loài cá được cho vào công viên, để cải tiến việc câu có ở đây, gây ra tuyệt chủng cục bộ. Loài này được cho là tuyệt chủng cho đến năm 1980, khi một quần thể nữa được tìm thấy ở quận Monroe, Tennessee.